# 19-й запасной истребительный авиационный полк
19-й запасной истребительный авиационный полк (19-й зиап) — учебно-боевая воинская часть Военно-воздушных сил (ВВС) Вооружённых Сил РККА, занимавшаяся обучением, переподготовкой и переучиванием лётного состава строевых частей ВВС РККА в период боевых действий во время Великой Отечественной войны, осуществлявшая подготовку маршевых полков и отдельных экипажей на самолётах ЛаГГ-3, Як-7б, Як-9 и Як-3.

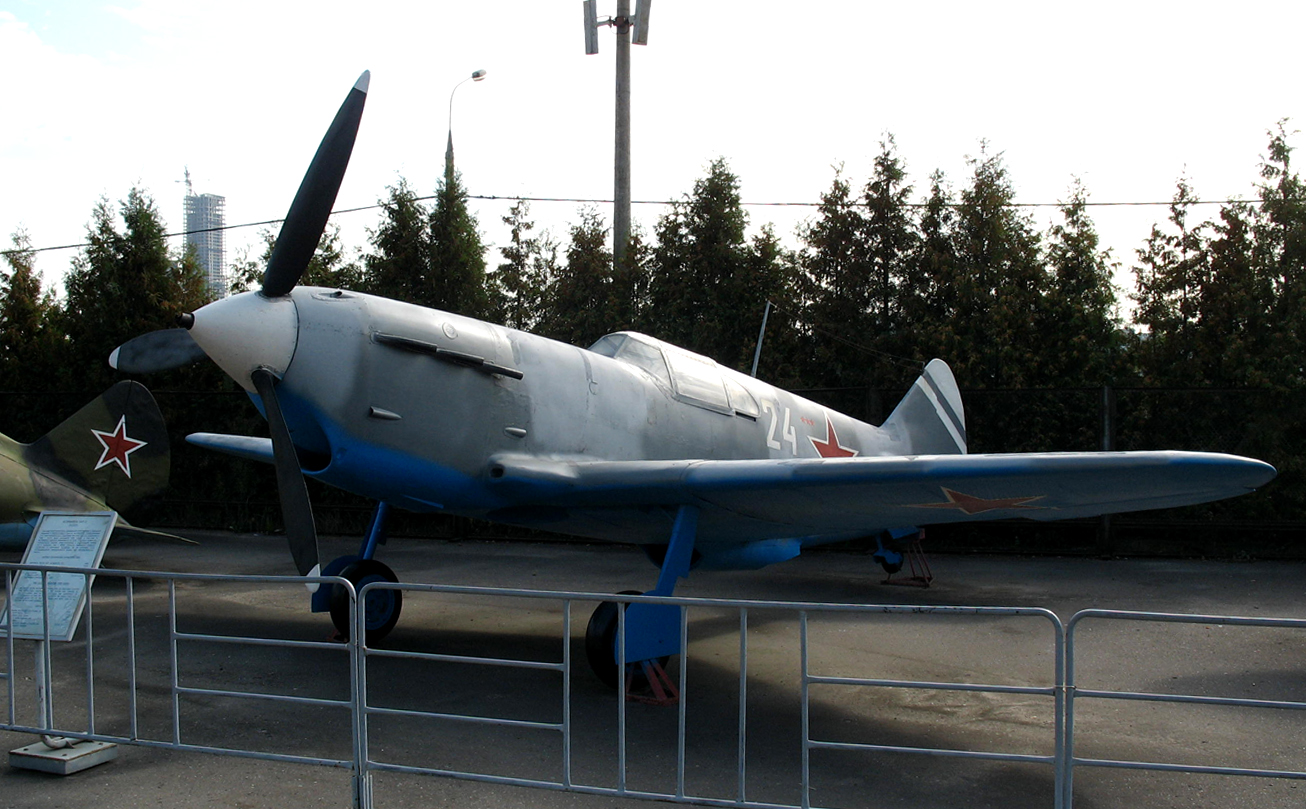
Истребитель ЛаГГ-3

## Наименования полка
- 19-й запасной истребительный авиационный полк

## Создание полка
19-й запасной истребительный авиационный полк сформирован в 21 июня 1941 года в ВВС Сибирского военного округа на аэродроме Тарново под Новосибирском.

## Основное назначение полка
19-й запасной истребительный авиационный полк осуществлял подготовку маршевых полков и отдельных экипажей на самолётах на самолётах типа:
- ЛаГГ-3 — с июля 1941 года по январь 1942 года
- Як-7б, Як-9 и Як-3 — с декабря 1941 года по май 1945 года

## Расформирование полка
19-й запасной истребительный авиационный полк 15 февраля 1946 года был расформирован в составе ВВС Харьковского военного округа.

## Командиры
| Звание | Имя                         | Период                  | Примечание |
| ------ | --------------------------- | ----------------------- | ---------- |
|        | Ольховский Николай Иванович | 01.02.1942 — 01.01.1943 |            |

## В составе соединений и объединений
| Период        | Округ                     | армия      | бригада                          | примечание    |
| ------------- | ------------------------- | ---------- | -------------------------------- | ------------- |
| 30.06.1941 г. | Сибирский военный округ   | ВВС округа |                                  |               |
| 08.01.1942 г. | Сибирский военный округ   | ВВС округа | 5-я запасная авиационная бригада |               |
| 27.04.1944 г. | Харьковский военный округ | ВВС округа | 5-я запасная авиационная бригада |               |
| 15.02.1946 г. | Харьковский военный округ | ВВС округа | 5-я запасная авиационная бригада | расформирован |

## Отличившиеся воины полка
- Басков Владимир Сергеевич, майор, командир эскадрильи 291-го истребительного авиационного полка 265-й истребительной авиационной дивизии 3-го истребительного авиационного корпуса 16-й воздушной армии 23 февраля 1948 года удостоен звания Герой Советского Союза. Золотая Звезда № 7904. Проходил службу в полку в период с марта 1942 года по март 1943 года в должности командира авиационной эскадрильи.

## Подготовка лётчиков
Процесс переучивания лётного состава был типовым: с фронта отводился полк, потерявший большое количество лётного состава, производилось его пополнение до штатных нормативов, лётчики переучивались на новую материальную часть. Полк получал новые самолёты и снова отправлялся на фронт. Таким образом, запасной полк распределял самолёты, поступающие с заводов и с ремонтных баз.
В целях приобретения боевого опыта командно-инструкторский состав запасных авиационных полков направляли в авиационные полки действующей армии.

## Базирование
| Период            | Аэродром                      |
| ----------------- | ----------------------------- |
| 06.1941 — 04.1944 | Тарново, ст. Обь, Новосибирск |
| 05.1944 — 02.1946 | Рогань Харьковская область    |

| Як-7УТ | Як-9УМ | Як-7 |

## Самолёты на вооружении
| Период      | Самолёты |
| ----------- | -------- |
| 1941 — 1942 | ЛаГГ-3   |
| 1942 — 1944 | Як-7б    |
| 1943 — 1946 | Як-9     |
| 1944 — 1946 | Як-3     |

## Подготовленные полки

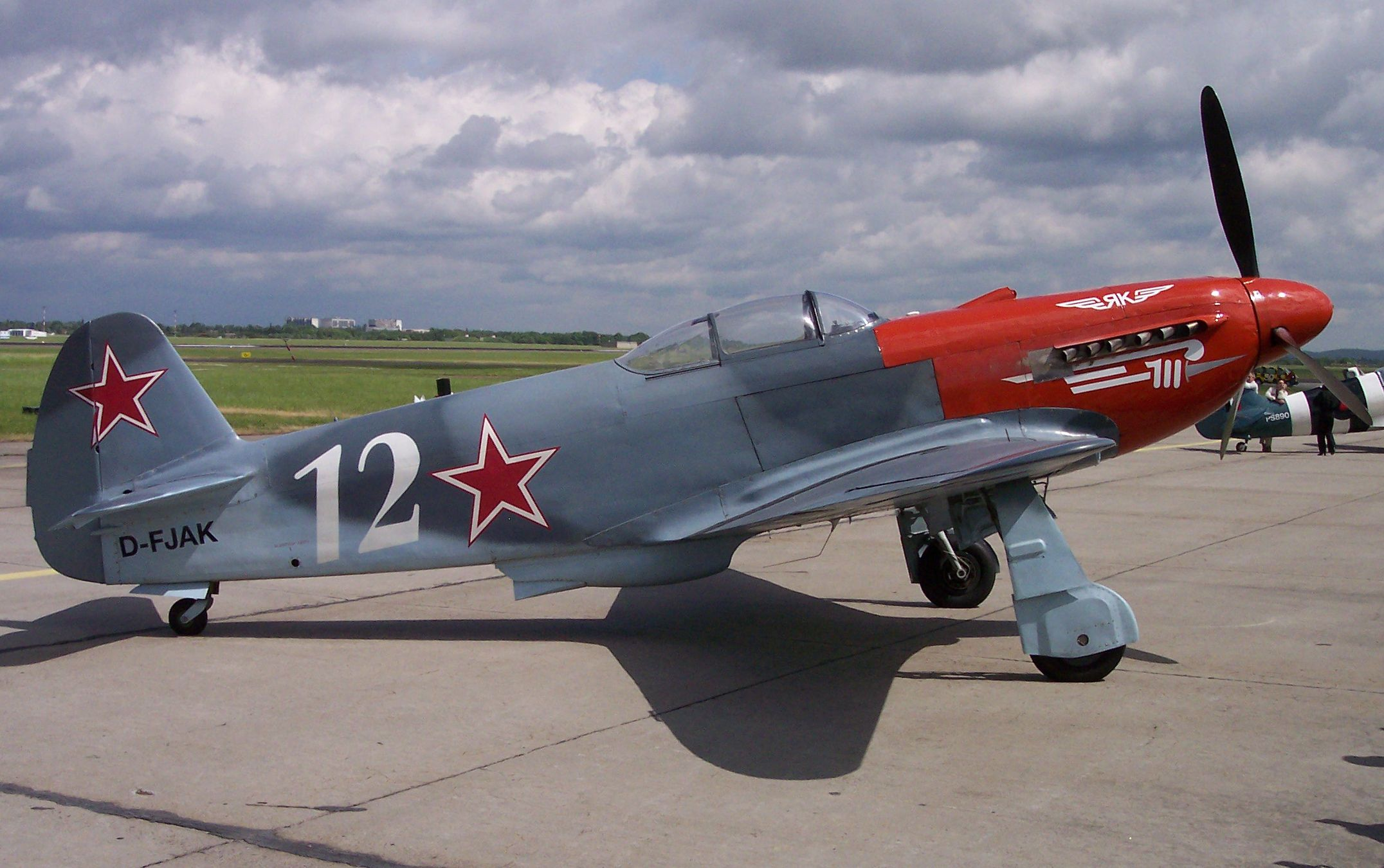
Истребитель Як-3

- 6-й истребительный авиационный полк (23.09.1942 г. — 01.01.1943 г., Як-7б)
- 12-й истребительный авиационный полк
- 32-й истребительный авиационный полк
- 43-й истребительный авиационный полк
- 162-й истребительный авиационный полк (26.11.1941 — 15.01.1942, ЛаГГ-3)
- 254-й истребительный авиационный полк (08.03.1945 — 26.05.1945, переучен на Як-9)
- 287-й истребительный авиационный полк (16.09.1942 — 12.12.1942,  переучен на Як-7б)
- 483-й истребительный авиационный полк (14.03.1943 — 23.08.1943,  переучен на Як-7б)
- 518-й истребительный авиационный полк (с 05.01.1943 по 08.05.1943, Як-9)
- 774-й истребительный авиационный полк
- 976-й истребительный авиационный полк (с 12.01.1943 по 20.06.1943, Як-7б)